# Milaca
Milaca város az Amerikai Egyesült Államok Minnesota államában, Mille Lacs megyében, melynek megyeszékhelye is. Lakosainak száma 3021 fő (2020. április 1.).

## Népesség
A település népességének változása:

| 2010 | 2 946 |
| 2020 | 3 021 |